# Лудеак
Лудеа́к (фр. Loudéac, брет. Loudieg, галло Loudia) — коммуна во Франции, находится в регионе Бретань, департамент Кот-д’Армор, округ Сен-Бриё, центр кантона Лудеак.
Население (2019) — 9 605 человек.

## География
Коммуна расположена приблизительно в 390 км к западу от Парижа, в 80 км западнее Ренна, в 38 км к югу от Сен-Бриё. Через территорию коммуны проходит национальная автомагистраль N164. Вдоль западной границы коммуны протекает река Уст. В центре коммуны находится железнодорожная станция Лудеак линии Сен-Бриё—Понтиви.

## История
Город, известный своими ярмарками и рынками в Средние века, долгое время принадлежал герцогам де Роган. В 1591 году в ходе Битвы трех Крестов армия маркиза Жана V де Коэткена, сторонника короля Франции Генриха IV, отстояла замок Лудеак от нападения сторонников Католической лиги.
В XVII веке в Лудеаке поселились ткачи из Фландрии, бежавшие от военных действий у себя на родине. На протяжении двух веков Лудеак был крупным центром производства тканей, т.н. «бретонских полотен», которые успешно экспортировались в Америку.

## Достопримечательности
- Здание мэрии
- Церковь Святого Николая XIX века

## Экономика
Структура занятости населения:
- сельское хозяйство — 4,2 %
- промышленность — 21,7 %
- строительство — 4,7 %
- торговля, транспорт и сфера услуг — 45,6 %
- государственные и муниципальные службы — 23,8%

Уровень безработицы (2018) — 13,6 % (Франция в целом —  13,4 %, департамент Кот-д’Армор — 11,5 %). 

Среднегодовой доход на 1 человека, евро (2018) — 20 680 (Франция в целом — 21 730, департамент Кот-д’Армор — 21 230).
В 2007 году среди 5918 человек в трудоспособном возрасте (15—64 лет) 4276 были экономически активными, 1642 — неактивными (показатель активности — 72,3 %, в 1999 году было 71,5 %). Из 4276 активных работали 3927 человек (2157 мужчин и 1770 женщин), безработных было 349 (167 мужчин и 182 женщины). Среди 1642 неактивных 652 человека были учениками или студентами, 561 — пенсионерами, 429 были неактивными по другим причинам..

## Демография
Динамика численности населения, чел.

## Администрация
Пост мэра Лудеака с 2016 года занимает Брюно Ле Беко (Bruno Le Bescaut). На муниципальных выборах 2020 года возглавляемый им центристский список победил в 1-м туре, получив 62,16 % голосов.
| Период | Период | Фамилия       | Партия                                    | Примечания                                                                             |
| ------ | ------ | ------------- | ----------------------------------------- | -------------------------------------------------------------------------------------- |
| 1945   | 1955   | Анри Кордье   | Национальный центр независимых и крестьян | торговец вином, член Генерального совета департамента, сенатор                         |
| 1955   | 1979   | Пьер Этьен    | Разные правые                             | хирург, член Генерального совета департамента, член Регионального совета Бретани       |
| 1979   | 1989   | Ив Ропер      | Разные правые                             | руководитель предприятия                                                               |
| 1989   | 2001   | Дидье Шуа     | Социалистическая партия                   | учитель, член Генерального совета департамента, депутат Национального собрания Франции |
| 2001   | 2016   | Жерар Юэ      | Разные правые                             | учитель, член Генерального совета департамента                                         |
| 2016   |        | Брюно Ле Беко | Разные левые Вперёд, Республика!          | директор промышленной зоны                                                             |

## Спорт
В Лудеаке есть 2 футбольные команды: FC Saint-Bugan, названная в честь района в городе, и Loudéac OSC, образованная 1 июня 2001 года путём слияния клубов Stade Loudéacien (1909) и Avenir Sportif Loudéacien (1966). Loudéac OSC традиционно является крупным клубом на любительской сцене в регионе. Недавно клуб был реструктуризирован с сильной политикой развития молодежи, что принесло дивиденды, поскольку клуб снова поднимается по дивизионам. В клубе также есть женская команда. В городе есть гандбольная команда l'Amicale Laîque Loudéac Handball, которая участвует в мужских и женских взрослых и юниорских соревнованиях. Команда по регби, базирующаяся в городе, называется Les Loup'déaciens (игра слов от слова «loup», что на французском означает «волк»). В Лудеаке развит бильярд, так что юноша из города стал чемпионом мира на молодёжном уровне в составе французской команды.
В 2013 году в Лудеаке начали обсуждать строительство крытого велодрома и в 2018 году городской совет одобрил строительство 62 голосами за при 3 против и 3 воздержавшихся. Строительство началось в январе 2022 года и было завершено в июле 2023 года, его стоимость оценивается в 13 миллионов евро. Официально велодром открылся в сентябре 2023 года. Названный «Vélodrome de Bretagne», он имеет 200-метровую деревянную дорожку и вмещает 1500 человек, в том числе 500 сидячих мест.

## Города-побратимы
- Бюдинген (Германия, с 1983)[10].

## Знаменитые уроженцы
- Николя Готье (1774-1809), генерал, участник революционных и наполеоновских войн
- Жанна Маливел (1895-1926), дизайнер и иллюстратор, пропагандировавшая бретонский стиль в искусстве
- Марилиз Лебраншю (1947), политический и государственный деятель, министр, депутат Национального собрания Франции

## Галерея

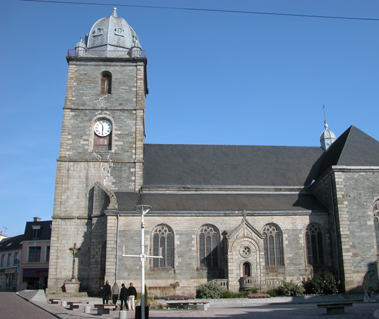
Церковь Святого Николая
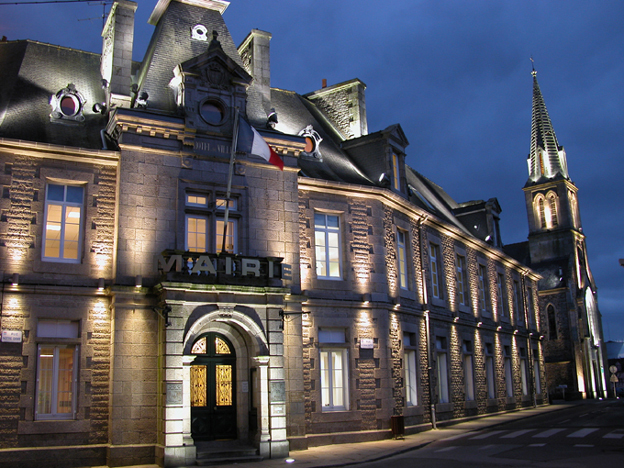
Мэрия
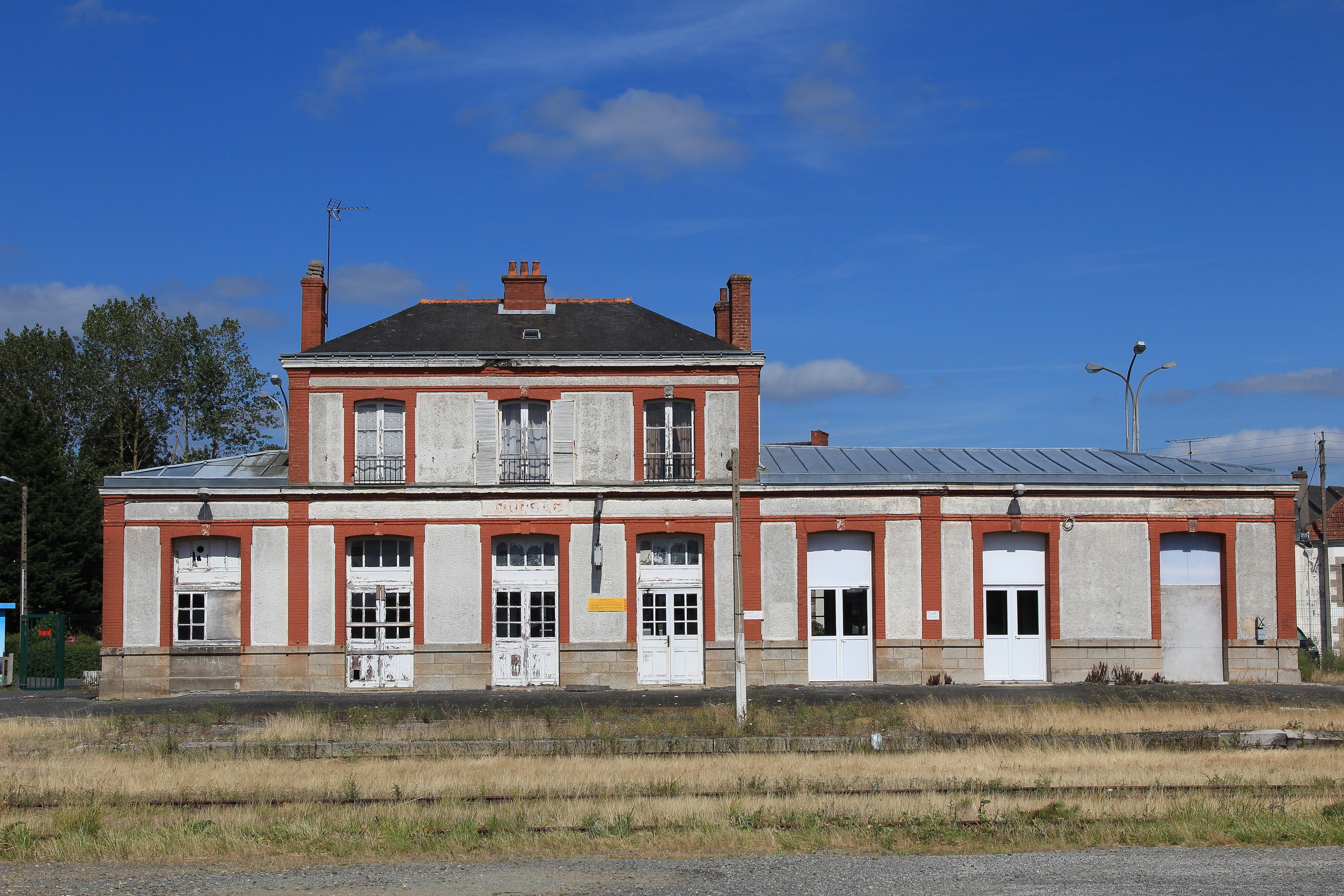
Вокзал